# Jonas Eidevall
Jonas Benjamin Eidevall, född 28 januari 1983 i Borås Caroli församling, Älvsborgs län, är en svensk fotbollstränare. Han är son till teologiprofessorn Göran Eidevall.
2012 blev han anställd som assisterande tränare i LdB FC Malmö och året därpå blev han uppflyttad som huvudtränare. Under sin första säsong som huvudtränare i Damallsvenskan vann han SM-guld och blev vald till årets tränare på damsidan. Sedan den 28 juni 2021 tränar han Arsenals damlag.